# 조선민주주의인민공화국의 음악가 목록
아래는 조선민주주의인민공화국 국적을 가진 음악가 목록이다.

## 조선민주주의인민공화국의 음악가
- 김일진(지휘자, 첼로 연주자)
- 김영재(가수)
- 리치손
- 김총녀(가수)
- 전혜영(가수)
- 윤혜영(가수)
- 우정희(작곡가)
- 류진아(가수)
- 김광숙(가수)
- 문경진(바이올린 연주자)
- 리경숙(가수)
- 리옥화(가수)
- 리분희(가수)
- 리설주(가수)
- 현송월(가수)
- 라유미(가수)

### 악단, 그룹, 오케스트라
- 조선인민군군악단[1]
- 윤이상관현악단
- 만수대예술단
- 모란봉악단[2]
- 청봉악단[3]
- 보천보전자악단
- 조선국립교향악단
- 은하수관현악단
- 왕재산경음악단
- 삼지연관현악단[2]

## 같이 보기
- 대한민국의 음악가 목록
- 음악가 목록
- 조선민주주의인민공화국의 문화
- 조선민주주의인민공화국의 음악
- 한국음악